# التنقل في المواقع
التنقل في صفحة على شبكة الإنترنت

```
من ويكيبيديا، الموسوعة الحرة
```

التنقل في الشبكة هي عملية تصفح شبكة تحتوي على مصادر معلومات في الشبكة العالمية العنكبوتية، وتنظم على أن تكون إما نصا فائقا أو وسائطا فائقة.(1) وتسمى واجهة المستخدم المستعملة لذلك بالمستعرض(2).
إن الموضوع المحوري في تصميم الموقع هو تحسين واجهة التنقل في الشبكة التي تمكن من الارتقاء بسهولة الاستخدام إلى أعلى حد.
يضم مخطط الموقع التنقلي عامة أجزاء تنقلية، مثل: التنقل العام، والمحلي، والتكميلي، والسياقي. وتعتبر جميعها جوانبا حيوية حول موضوع التنقل في الشبكة الواسع.(3) وتعد أيضا أنظمة التنقل الهرمية ضرورية; لأنها نظام تنقل أساسي. فهي تسمح للمستخدم بالتنقل في الموقع نفسه باستخدام المستويات وحدها التي يمكن غالبا اعتبارها مقيدة، وتتطلب أنظمة تنقل إضافية لتطوير هيكل الموقع على نحو أفضل.(4) يعتبر التنقل العام في الموقع - بصفته جزءا آخر من التنقل في الشبكة - بمثابة نموذجا وإطارا; من أجل تحقيق مناورة سهلة للمستخدمين الذين يزورون الموقع. بينما يستخدم التنقل المحلي في الموقع لمساعدة المستخدمين في التنقل في جزء معين من الموقع.(3) تندرج جميع أجزاء التنقل تحت مجموعة من الأنواع المختلفة للتنقل في الموقع، وذلك سيسمح بزيادة التطوير وفعالية الخبرات وكفاءتها عند زيارة صفحة الموقع.

## التاريخ
نشأت فكرة التنقلات في الشبكة مع بداية ظهور الشبكة العنكبوتية العالمية في عام 1989م عندما ابتكرها تيم بيرنرز لي.(5) وبمجرد توفر شبكة الويب العالمية، تزايد استخدام التنقل في الشبكة، وأصبح له جانبًا ودورًا رئيسا في الوظائف والحياة اليومية. ونظرًا لأن ثلث سكان العالم يستخدمون الإنترنت الآن، فإن التنقل في الإنترنت يواصل استخدامه العالمي في المجتمع الدولي المتطور باستمرار.(6) لا تقتصر الاستفادة من التنقل في الشبكة على أجهزة الحاسب فقط، حيث أضافت الهواتف المحمولة والأجهزة اللوحية طرقًا للوصول إلى المعلومات المتزايدة على صفحة الموقع الآن. وإنّ أحدث موجة تقنية أثرت على التنقلات في الشبكة هي بداية اختراع الهاتف الذكي وتطوره. فبدءًا من شهر يناير لعام 2014: أصبحت نسبة البالغين الأمريكيين الذين يمتلكون هاتفًا ذكيًا 58٪، وتتزايد هذه النسبة عن السنوات السابقة.(7) كما أن التنقل في الشبكة تطور من إجراء مقيد إلى أمر يقوم به الآن العديد من الأشخاص في جميع أنحاء العالم يوميا.

## أنواع التنقلات في الشبكة
إن استخدام أدوات التنقل في موقع ما يسمح لزوار الموقع بتجربته بأكبر قدر من الفعالية وأدنى قدر من عدم الكفاءة. ونظام التنقل في صفحة الموقع هو نظام يماثل خارطة الطريق التي تمكن زوار صفحة الموقع من استطلاع مختلف المناطق والمعلومات الواردة في الموقع واكتشافها.(8)
كما أن هناك العديد من الأنواع المختلفة للتنقلات في الشبكة وهي:
 التنقل الهرمي في الموقع: 
يُبنى هيكل هذا التنقل من العام إلى الخاص في الموقع، مما يوفر مسارًا واضحًا وبسيطًا لجميع صفحات الويب من أي مكان من الموقع.
 التنقل العام في الموقع: 

يظهر التنقل العام في الموقع الأقسام أو الصفحات العليا من الموقع. وهي متاحة في كل صفحة وتدرج أقسام أو صفحات المحتوى الرئيسة للموقع.
 التنقل المحلي في الموقع: 
إن التنقل المحلي في الموقع عبارة عن وصلات موجودة في نص صفحة موقع معينة وتكون مربوطة بصفحات أخرى داخل الموقع.(8)

## أنماط التنقلات في الشبكة
تختلف التنقلات في الشبكة في أنماطها بين مواقع الويب المختلفة وكذلك في الموقع نفسه، ويسمح اختلاف أنماطها بإيصال المعلومات في الموقع مباشرة وبسهولة. وهذا الأمر يميز بين الفئات والمواقع نفسها؛ لمعرفة المعلومات المهمة ولتمكين المستخدمين من الوصول إلى المزيد من المعلومات والحقائق
التي تمّ ذكرها داخل الموقع. وتفضل الشعوب في جميع أنحاء العالم أنماطا معينة للتنقل في الشبكة، وذلك يتيح تجربة أكثر متعة وفعالية مع ازدياد أنماط التنقل وتنوعها.
```
•	
شريط التنقل
: 
شريط التنقل
 أو (
نظام التنقل
) هو جزء من 
موقع
 أو صفحة في الإنترنت مخصصة لمساعدة الزوار في التنقل داخل مستند في الإنترنت.
```

```
•	
خريطة الموقع
: 
خريطة الموقع
 هي قائمة صفحات لموقع ويب يمكن لبرامج البحث المخفي أو المستخدمين الوصول إليها. يمكن أن تكون إما مستندًا بأي شكل يستخدم بصفته أداة تخطيط 
لتصميم الموقع
، أو 
صفحة موقع
 تسرد الصفحات على 
موقع شبكة
 التي تُنظّم عادةً بطريقة هرمية.

•	
القائمة المنسدلة
: في 
الحوسبة
 
بواجهات المستخدم الرسومية
، تعتبر 
القائمة المنسدلة
 أو 
لائحة الانسدال
 وحدة تحكم لواجهة المستخدم وعنصر من عناصر واجهة المستخدم الرسومية («
عنصر واجهة المستخدم
» أو «وحدة تحكم»). وهي تشبه مربع القائمة التي تسمح للمستخدم باختيار عنصرًا واحدة من القائمة.

•	
القائمة المنبثقة
: في 
الحوسبة
 
بواجهات المستخدم الرسومية
، القائمة التي تنبثق (إما لأسفل أو إلى الجانب) عند النقر أو التمرير (تمرير المؤشر) على إحدى 
واجهة المستخدم الرسومية
.
(9)

•	
عنصر الارتساء المسمى
: يسمى عنصر الارتساء مرساة؛ لأنه بإمكان مصممي الويب استخدامه لربط عنوان URL ببعض النصوص على صفحة الموقع. عندما يفتح المستخدمون صفحة الموقع من مستعرض ما، يمكنهم النقر فوق النص لتفعيل الارتباط، وزيارة الصفحة التي يوجد عنوان URL الخاص بها في الارتباط نفسه.
(10)
```

## تصميم التنقلات في الشبكة
ما يجعل التنقل في تصميم الشبكة من الصعب التعامل معه هو أنه يمكن أن يكون متعدد الاستخدامات. يختلف التنقل في التصميم وفقا لظهور عدد قليل من الصفحات الرئيسية مقارنة بالتركيب متعدد المستويات.
ويمكن أيضًا أن يختلف المحتوى بين المستخدمين المسجل دخولهم والمستخدمين المسجل خروجهم وعوامل أخرى. نظرًا لأن التنقل فيه اختلافات كثيرة بين مواقع الشبكة؛ فلا توجد إرشادات توجيهية أو قوائم مهام لتنظيم التنقل. إن تصميم التنقل هو جميع الأمور التي تتعلق باستخدام بنية معلومات جيدة، وبالتعبير عن نماذج المعلومات المستخدمة في الأنشطة التي تتطلب تفاصيل واضحة للأنظمة المعقدة أو مفاهيمها. (11)(12)

## مستقبل التنقلات في الشبكة
التنقلات في الموقع المرن
يوصف التنقل في الموقع المرن على أنه عملية للتغيرات الفورية في روابط التنقل للموقع وتخطيطاته، وذلك وفقًا لتفضيلات المستخدم الشخصية أثناء تصفحه للموقع. تسعى المواقع الشبكية المبتكرة على نحو متزايد إلى تخصيص مواقع إلكترونية تلقائيًا، وذلك وفقًا لنمط تصفح المستخدم من أجل العثور على المعلومات ذات الصلة بسرعة وكفاءة أكثر. يسمح استخدام تحليل البيانات لمنشئي المواقع بتتبع أنماط سلوك المستخدم أثناء تنقلهم في الموقع. إن إضافة روابط الاختصار بين صفحتين، وإعادة ترتيب عناصر القائمة على الصفحة، وحذف روابط التنقل غير ذات الصلة جميعها أمثلة على التغييرات المرنة التي من الممكن تنفيذها فورًا. إن ميزة استخدام التقنيات المرنة في التنقل في الشبكة هي أنها تقلل من الوقت والجهد التنقلي المطلوب من المستخدمين لعثورهم على المعلومات. من العيوب المحتملة لذلك هو أن المستخدمين قد يصابون بالتشتت من التغييرات للتنقلات العامة والمحلية من صفحة إلى أخرى.(2)

## للمزيد من القراءة
1.	Kalbach, James (2007), Designing Web Navigation Worldcat
2.	Key principles of creating good website navigation
3.	Linda Tauscher and Saul Greenberg et al. © Copyright ACM 1997 retrieved 23/09/11
4.	Steven.Pemberton et al. Copyright is held by the author/owner retrieved 23/09/11
5.	Academia.edu short listA.Genest retrieved 23/09/11

## أشرطة البوابات والتصنيفات
قالب:أشرطة البوابات والتصنيفات